# Orthia therapon
Orthia therapon är en fjärilsart som beskrevs av Vincenz Kollar 1839. Orthia therapon ingår i släktet Orthia och familjen nattflyn. Inga underarter finns listade i Catalogue of Life.